# Heinz Zeckel
Heinz Zeckel (* 13. Dezember 1944 in Lobendau, Sudetenland) ist ein deutscher Autor. Nach der Vertreibung seiner Familie wuchs er in Thüringen und am Bodensee auf. Er studierte Anglistik und Romanistik in Tübingen, Newcastle-upon-Tyne und Aix-en-Provence.

## Leben
Nach dem Studium war er Lehrer an Gymnasien in Süddeutschland. In den 1980er Jahren unterrichtete er an einer Auslandsschule in Saudi-Arabien und machte anschließend eine neunmonatige Weltreise. Seit seiner Pensionierung 2008 lebt er in Bad Iburg. Er schreibt Gedichte und Prosa, die er in Zeitschriften, Anthologien, Lesungen und bislang sechs Büchern vorstellen konnte. Darüber hinaus gehört er zum Moderatoren-Team der Radio-Sendung „Zeitlos“ im OS-Radio. Er ist aktives Mitglied im Literaturforum Bad Rothenfelde sowie im Freien Deutschen Autorenverband (FDA). Die Künstlergilde Esslingen zeichnete ihn 2024 mit dem Nikolaus-Lenau-Preis für Lyrik aus.

## Veröffentlichungen
- Landnahme – Lyrik und Schnitte durch die östliche Alb. O. Bäuerle, Aalen 1984, ISBN 3-923452-00-4.
- Lichtblicke: … auf dem Weg zur Mitte. Steinmeier, Nördlingen 2002, ISBN 3-927496-99-5.
- Jeder Augenblick ein Flügelschlag und eine Insel: Vom Reisen durch das Leben und die Welt. Ed. Bücher-Beckwermert, Bad Rothenfelde 2010, ISBN 978-3-00-031256-4.
- Wie ich einmal Moslem wurde. Geschichten vom Reisen durch das Leben und die Welt. Edition Bücher Beckwermert, 2020, ISBN 978-3-00-059093-1. (CD  - Gelesen vom Autor)
- Zwei Studenten in Bagdad: Vom Reisen durch das Leben und die Welt: Erzählungen. Ed. Bücher-Beckwermert, Bad Rothenfelde 2020, ISBN 978-3-00-064577-8.
- Windrosen: Gedichte von Unterwegs. Ed. Bücher-Beckwermert, Bad Rothenfelde 2022, ISBN 978-3-00-072421-3.